# Cheval en Égypte
L'histoire du cheval en Égypte trouve ses sources dès l'utilisation du char par Thoutmôsis Ier, sous l'influence de l'occupation hyksôs et des pratiques de la Mésopotamie. Ce pays est très réputé pour l'élevage de la race de l'Arabe égyptien, notamment dans le plus grand haras mondial de chevaux arabes, celui d'Al Zahraa.

## Histoire

### Antiquité

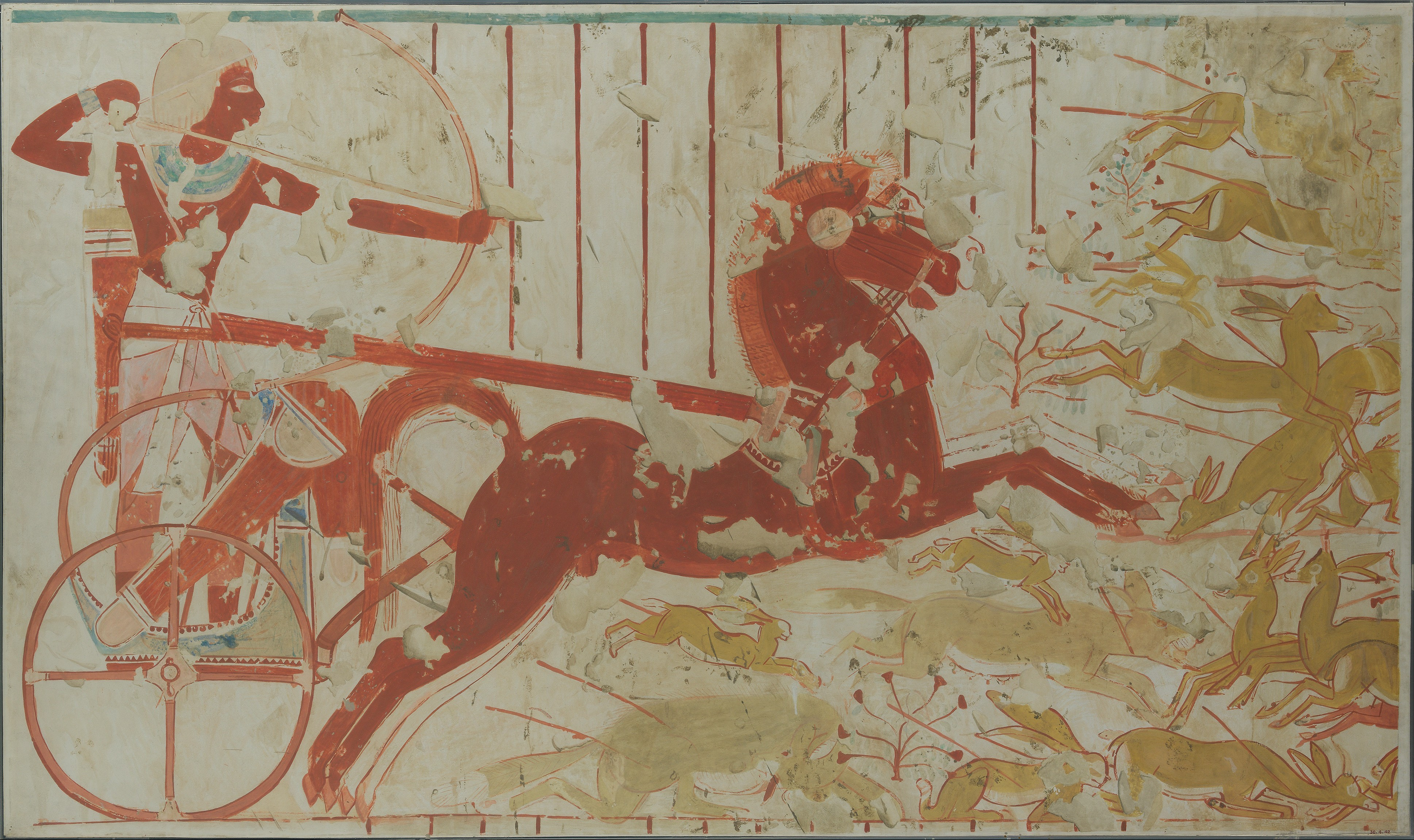
Chasse depuis un char, d'après une tombe de Thèbes, vers - 1427–1400.

Le cheval arrive vraisemblablement en Égypte avec les Hyksôs, sous la XIVe dynastie. Après l'expulsion des Hyksôs, sous le Nouvel Empire, les chars de guerre deviennent la principale arme militaire égyptienne.

### XIXe

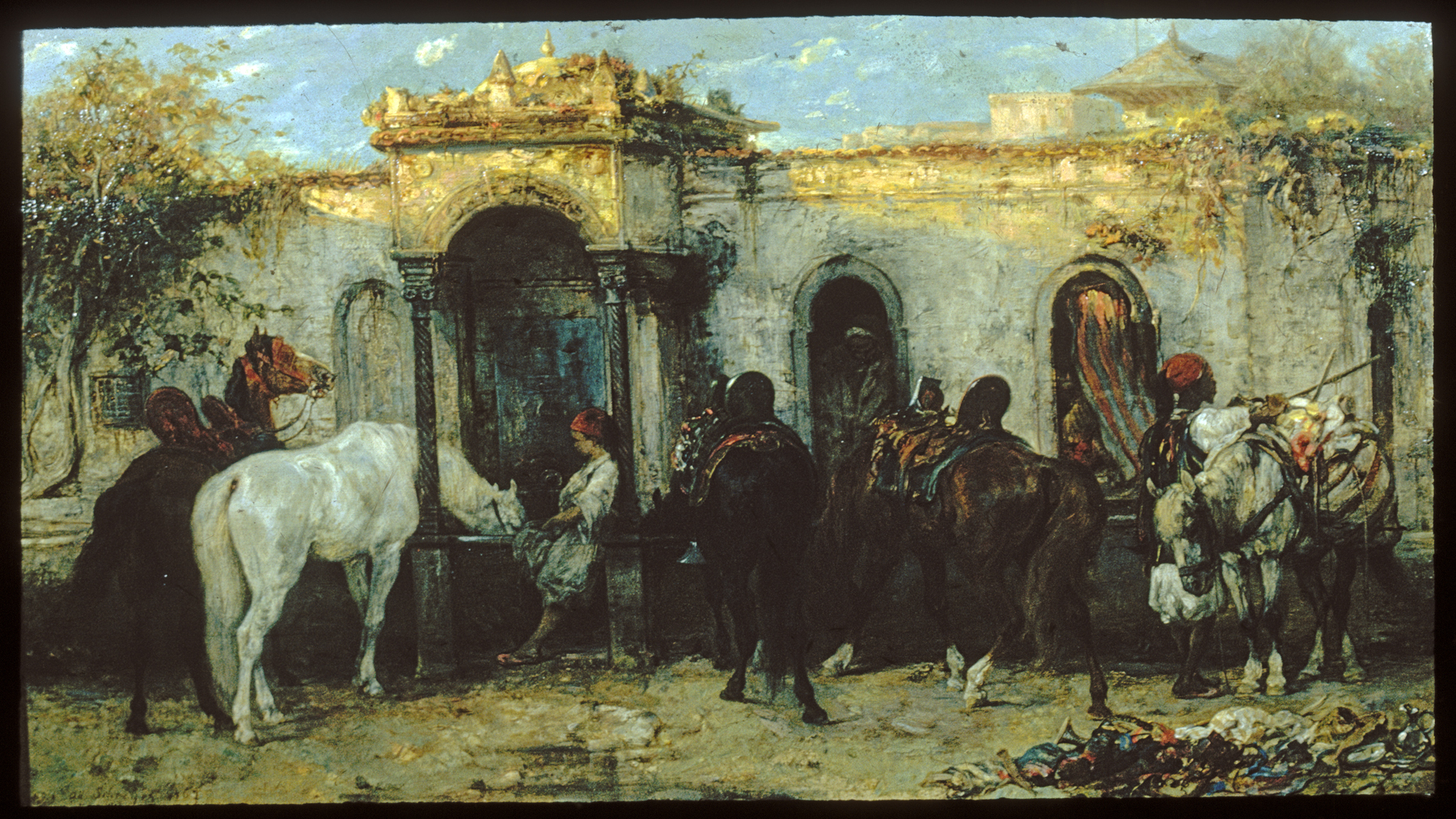
Arabes en Égypte, par Adolf Schreyer, 1867.

Au milieu du XIXe siècle, d'après Alfred Guillemin, les chevaux égyptiens sont presque constamment dehors pendant le jour, par tous les climats. Il n'existe aucun abri, et les cultivateurs se tiennent accroupis dans les champs en les gardant. À l'écurie, ces chevaux sont attachés avec trois cordes faites de palmier : une qui tient à la mangeoire, une à la toiture peu élevée, la troisième à un piquet planté à 2 mètres en arrière du cheval, retenant l'un de ses pieds par un nœud facile à défaire. La nuit, pour ceux qui ne sont pas dehors, la corde attachée au toit est lâchée, afin que le cheval puisse se coucher. Ces animaux n'ont pas de litière, la terre de l'écurie absorbe leur urine, de sorte que les Égyptiens ignorent l'usage du crottin de cheval comme engrais. 
Les chevaux sont alors élevés dans toutes les régions de l'Égypte : de taille moyenne, dociles et pleins d'ardeur, ils sont résistants à la fatigue. Les meilleurs viennent de la Haute-Égypte. Leur nourriture consiste en orge et paille hachée, et beaucoup de trèfle blanc au printemps. Cependant, parmi les Arabes, le cheval égyptien passe pour être d'une race inférieure. D'après William Youatt (1852), citant Burckhard, « Le cheval égyptien est laid, grossier ; il a plutôt l'air d'un cheval de charrette que d'un coursier. Il a très-fréquemment les jambes et les genoux faibles, le cou gros et court. Sa tête est quelquefois petite, mais je n'ai jamais vu de bonnes jambes à un cheval égyptien. Il ne peut supporter beaucoup de fatigue; néanmoins quand il est bien nourri, son action surpasse souvent celle du cheval arabe. Son impétuosité le fait rechercher pour la grosse cavalerie, et c'est sur cela qu'on a toujours fondé sa célébrité ».
L'usage du ferrage est inconnu, et l'Égypte ne compte alors ni maréchal-ferrant ni vétérinaire. Les cultivateurs savent soigner eux-mêmes et guérir leurs animaux quand ils sont malades, ce qui arrive rarement.

## Pratiques

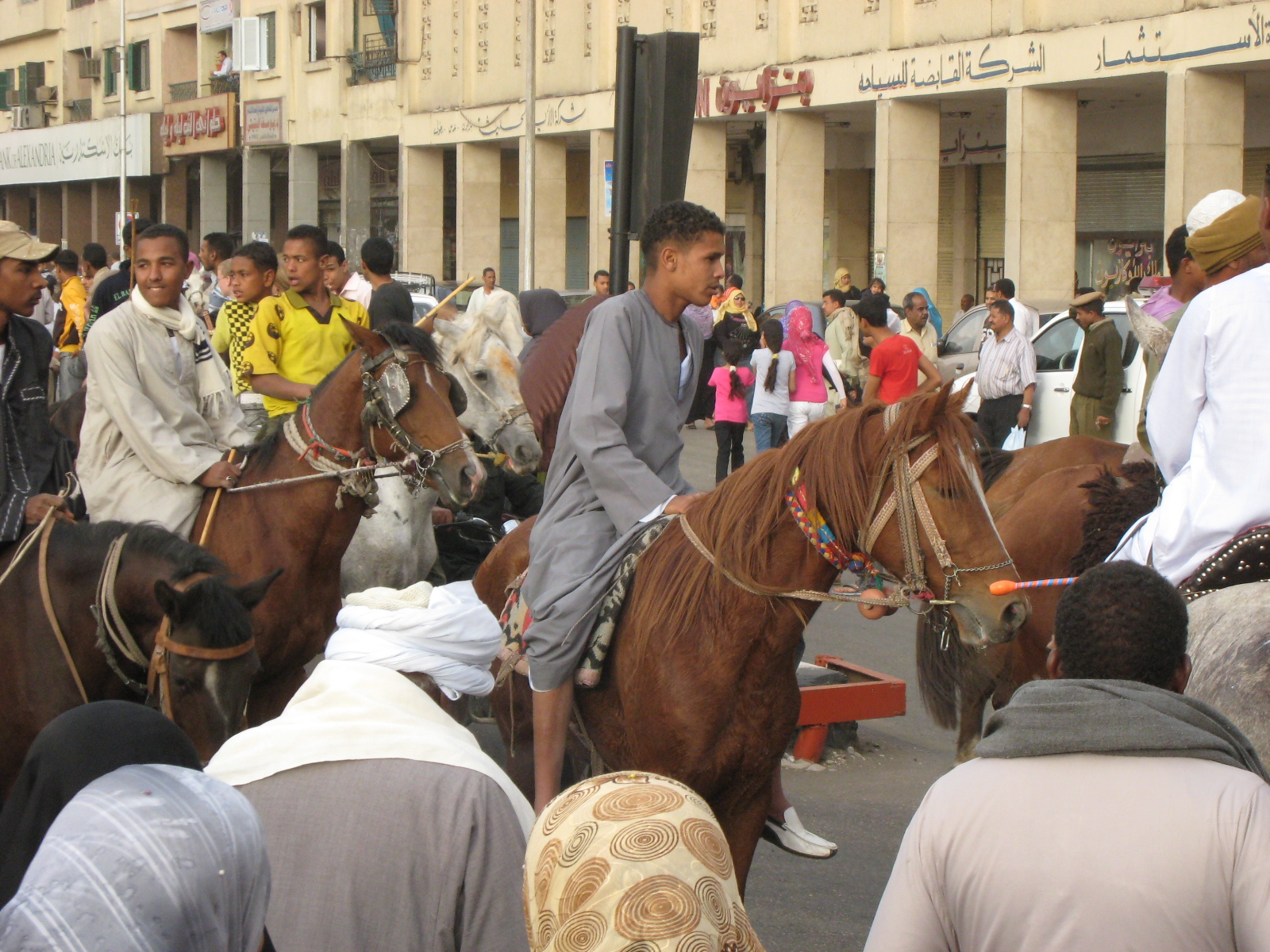
Cavaliers égyptiens dans une rue urbaine.

Les chevaux égyptiens sont couramment montés et attelés. Ils sont employés pour tout type de tache de la vie quotidienne, principalement pour la traction et le tourisme. Les chevaux égyptiens courants remplissent à ce titre les mêmes fonctions de traction que les bovins locaux. Des pratiques d'équitation de loisir, de course et d'exhibitions existent dans ce pays.

## Élevage
D'après le guide Delachaux, l'Égypte compte 53 000 chevaux en 2002. L'élevage de cet animal est géré par l′Egyptian Agricultural Organization.
Selon la base de données DAD-IS, l'Égypte ne compte que deux races de chevaux élevées sur son territoire : l'Arabe et le Baladi. 
C'est surtout l'élevage du cheval arabe qui assure la réputation du pays au niveau international,, Al Zahraa étant le plus grand élevage de chevaux arabes au niveau mondial. D'après Philippe Barbié de Préaudau (1987), l'Égypte est « peut-être [le pays] où un élevage arabe de qualité a le mieux survécu ». En 1993, entre 1 500 et 2 000 chevaux de ces chevaux arabes sont recensés en Égypte, répartis en trois lignées : Kuhailan, Saklawi et Hamdani.

### Maladies et parasitisme
La prévalence de l'herpès équin (EHVs) a été analysée : parmi une cohorte de 93 chevaux arabes recrutés au hasard en Égypte, 36,56 % sont positifs

## Culture

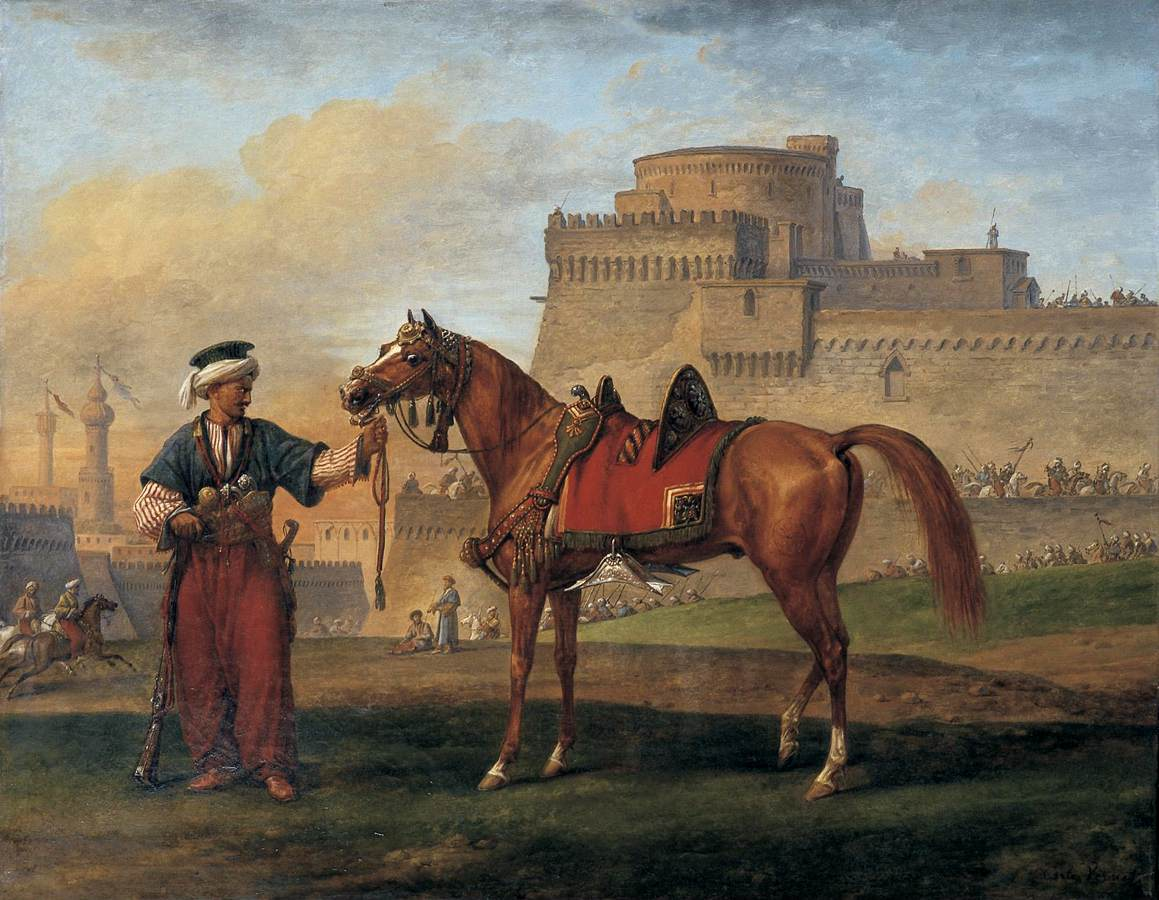
Peinture d'un mamelouk égyptien avec sa monture par Carle Vernet, seconde moitié du XVIII.

Les chevaux égyptiens sont le sujet du roman Our horses in Egypt de Rosalind Belben, qui raconte l'histoire d'un soldat retournant en Égypte après la Première Guerre mondiale afin d'y retrouver sa jument ; ce roman a remporté le James Tait Black Memorial Prize en 2007.